# Manuel Tello Baurraud
Manuel Tello Baurraud (Zacatecas, Zacatecas; 1 de noviembre de 1898 - Ciudad de México, 27 de noviembre de 1971) fue un político y diplomático mexicano, de gran experiencia dentro del Servicio Exterior Mexicano.

## Biografía

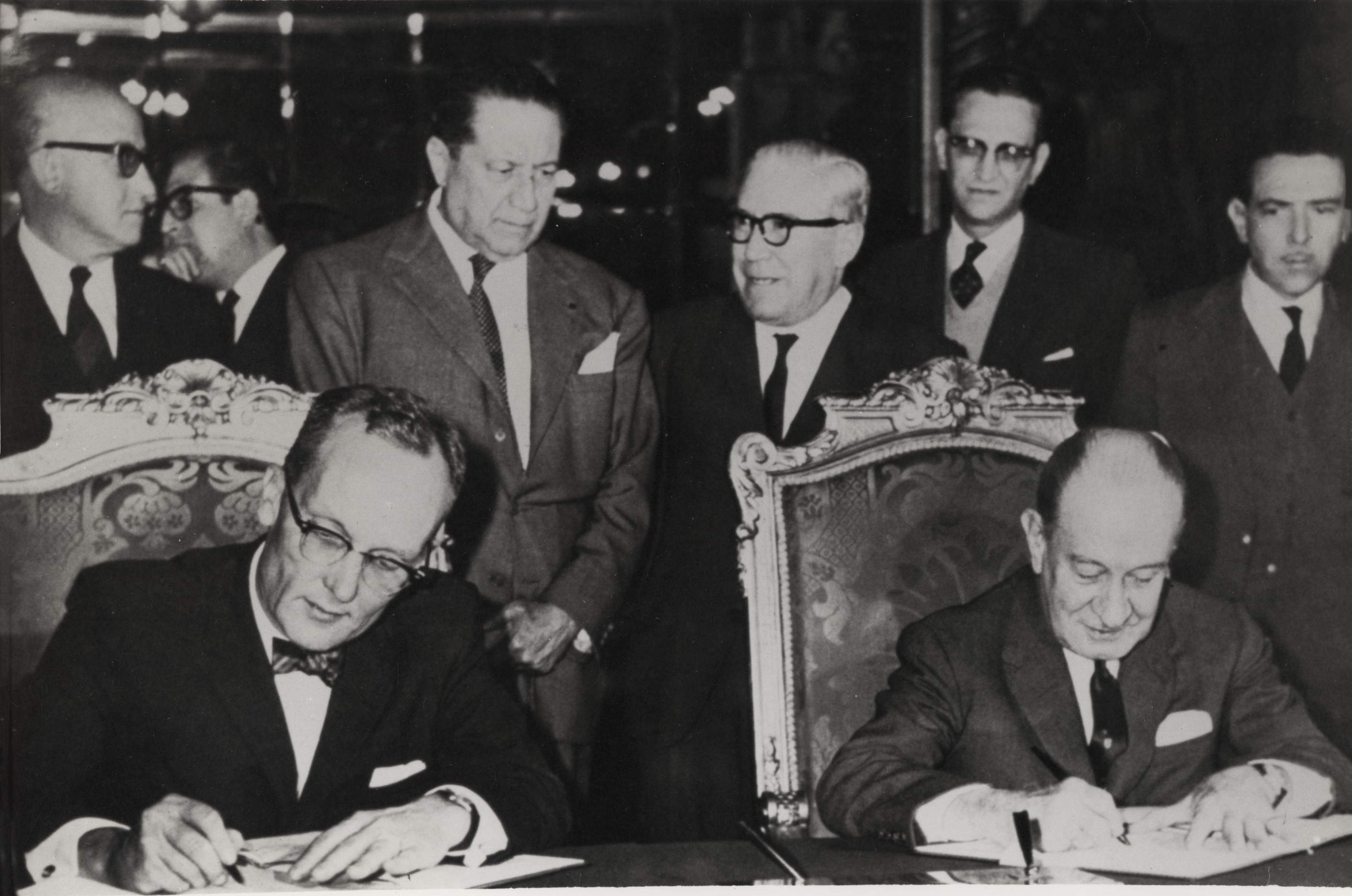
El embajador de Estados Unidos en México, Thomas C. Mann (izquierda) y el Secretario de Relaciones Exteriores de México, Manuel Tello Baurraud (derecha) firman el Tratado del Chamizal en la Ciudad de México el 29 de agosto de 1963.

Inició ocupando el cargo de Oficial Mayor de la Secretaría de Relaciones Exteriores en 1943, Subsecretario entre 1944 y 1946, en 1948 llegó por primera vez a la titularidad de la Secretaría durante el gobierno de Miguel Alemán Valdés y de nuevo entre 1958 y 1964 en el sexenio de Adolfo López Mateos, en ese año fue elegido senador por el estado de Zacatecas. Además fue representante de México ante los organismos de la Organización de las Naciones Unidas en Ginebra, Suiza. Durante su desempeño como secretario de Relaciones Exteriores, acompañó al presidente en sus giras por Japón, Filipinas, Indonesia, India, Francia, Holanda y Yugoslavia, entre otros países de América Latina, Europa y Asia. Tuvo audiencias con importantes jefes de Estado como Charles de Gaulle, Josip Broz Tito, Sukarno, Diosdado Macapagal, Nehru, Akihito, la reina Juliana de los Países Bajos, Manuel Prado Ugarteche, Jorge Alessandri, João Goulart, Rómulo Betancourt y el propio presidente estadounidense John F. Kennedy. 
Falleció a la edad de 73 años, el 27 de noviembre de 1971 en la Ciudad de México. A su funeral asistió el presidente Luis Echeverría Álvarez.
Manuel Tello Baurraud fue padre de Manuel Tello Macías, Secretario de Relaciones Exteriores en 1994 y de Carlos Tello Macías, Secretario de Programación y Presupuesto entre 1976 y 1977.

## Obras publicadas
- Voces favorables a México en el Cuerpo Legislativo de Francia entre 1862 y 1867. 1967